# Щедрик південний
Ще́дрик південний (Crithagra buchanani) — вид горобцеподібних птахів родини в'юркових (Fringillidae). Мешкає в Кенії і Танзанії.

## Опис
Довжина птаха становить 14-15 см, вага 16-25 г. Виду примтаманний статевий диморфізм. У самців голова і плечі коричневі з оливковим відтінком, спина коричнева. Горло і живіт жовті, груди дещо тьмяніші. Крила і хвіст чорні, пера на них мають білі края. Над очима жовті "брови". У самиць обличчя, горло і груди коричневі, живіт сіруватий. Дзьоб чорнуватий, лапи тілесного кольору, очі темно-карі.

## Поширення і екологія
Південні щедрики живуть в сухих чагарникових заростях, зокрема в заростях акацій і комміфор, та в саванах. Живляться насінням. Сезон розмноження триває з червня по листопад. Гніздо чашоподібне, в кладці 2-3 блакитних яйця, інкубаційний період триває приблизно 2 тижні.